# Magnetómetro
Se les dice magnetómetros a los dispositivos que sirven para cuantificar en fuerza o dirección la señal magnética de una muestra. Los hay muy sencillos, como la balanza de Gouy o la balanza de Evans, que miden el cambio en peso aparente que se produce en una muestra al aplicar un campo magnético (por el momento magnético que se induce), y también muy sofisticado, como los dotados de SQUID, que son los más sensibles actualmente.
El magnetismo varía de lugar en lugar, por las diferencias en el campo magnético terrestre (o la magnetósfera de la Tierra), que pueden ser causadas por las diferentes naturalezas de las rocas, y por la interacción entre las partículas cargadas del Sol y la magnetósfera de un planeta. Los magnetómetros son un frecuente componente instrumental de naves espaciales que exploran planetas. 

## Tipos

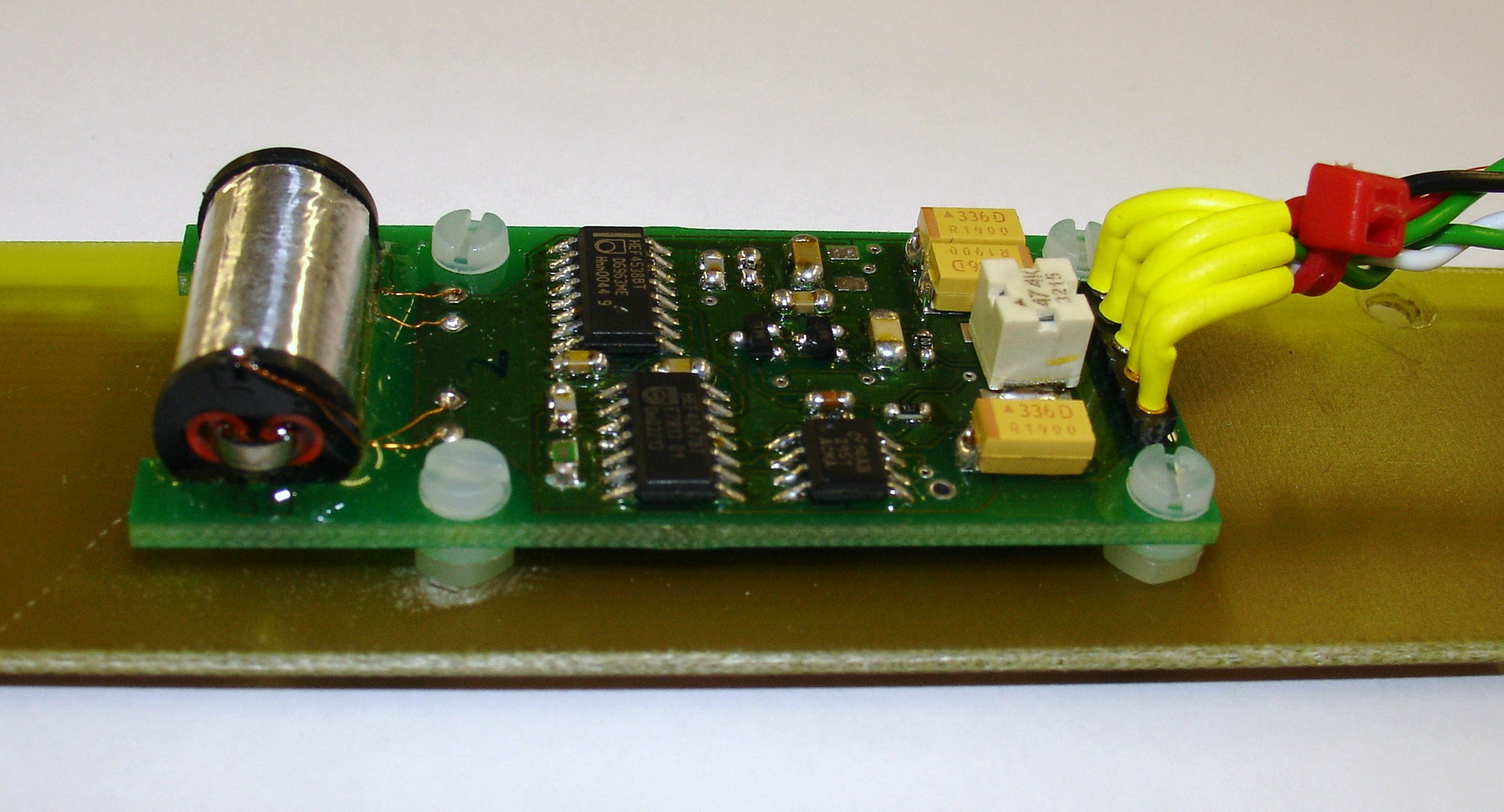
Un magnetómetro fluxgate axial (1 eje).

Magnetómetros se puede dividir en dos tipos básicos: 
- Magnetómetros escalares miden la fuerza total del campo magnético al que están sometidos. Por ejemplo: magnetómetros de precesión protónica.
- Magnetómetros vectoriales tienen la capacidad de medir el componente del campo magnético en una dirección particular. Por ejemplo: magnetómetros de núcleo saturado (fluctuante).

Un magnetógrafo es un magnetómetro especial que registra continuamente los datos.

## Uso en dispositivos móviles
El magnetómetro sirve para que el teléfono inteligente o la tableta se enciendan o apaguen, al acercársele o alejarle un imán, para así encender y apagar automáticamente la pantalla del dispositivo cuando se abra o se cierre su funda, sin necesidad de pulsar ningún botón.
Por otro lado, la mayoría de los relojes inteligentes, teléfonos inteligentes y tabletas tienen un sensor integrado que mide el campo magnético de la Tierra y pueden situar dónde está el norte, como si fueran una brújula (geomagnetómetro).
Además de esta función, algunas aplicaciones pueden convertir el magnetómetro de un reloj inteligente o móvil en un detector de metales. Pueden hacer que el magnetómetro responda ante metales como el níquel, el hierro y el acero, y podría ser útil para determinar si hay cables detrás de una pared o incluso para encontrar objetos perdidos detrás de un lugar de difícil acceso.